# Ramen
Ramen (ラーメン Raamen) er en form for japanske nudler. Navnet bruges dog især om den nudelsuppe, der laves med dem. Retten stammer oprindeligt fra Kina, hvor den er kendt som lamian (拉麵 / 拉面, laamiàn) men den blev overtaget og tilpasset af det japanske køkken i det 19. århundrede. I Japan sælges ramen i specielle restauranter, "ramen-ya" (ラーメン屋), der typisk har specialiseret sig i netop denne ret. Udenfor Japan kendes ramen først og fremmest som færdigret.

## Betydning
Ramen hører til de vigtigste af de japanske retter, der ville blive omtalt som fastfood i Europa. Alene i Tokyo er der over 5.000 ramen-restauranter, og i hele Japan regner man med, at der er over 200.000. Restauranterne findes i forskellige størrelser. I de fleste større japanske byer finder man således udover ramen-ya, der kan sammenlignes med almindelige restauranter, også mobile salgsstande kaldet yatai og de grillbarlignende tachigui. Mange af ramen-restauranterne har en egen, ofte hemmelig, opskrift, der typisk har et stærkt regionalt præg. En række japanske steder er kendt for deres ramen; Sapporo (miso-ramen), Asahikawa, Kitakata (shoyu), Sano (shoyu), Ogikubo i Tokyo (Shoyu), Takayama, Wakayama, Onomichi, Hakata i Fukuoka (tonkotsu), Kumamoto (tonkotsu).
I nyere tid forsøger man også at udvide udbuddet med nye varianter.
Internationalt betragtes ramen-restauranter ofte som en trend. I Tyskland, Østrig og Schweiz er der for eksempel åbnet en række restauranter, der har specialiseret sig i denne japanske ret.
Udenfor Japan har ramen en meget større betydning som færdigret end som frisk fremstillet. I 2007 blev der solgt ca. 97,9 mia. pakker på verdensplan med Kina, Japan, Indonesien og USA som de største aftagere.

## Tilberedning

### Nudler
Dejen til de fleste ramen-nudler består af hvedemel, salt og vand. Ofte tilføjes der også vand fra Kan-søen i Indre Mongoliet kaldet kansui eller kunstigt fremstillet kansui. Med sit store indhold af potaske og soda samt spor af fosforsyre giver det nudlerne deres specielle gullige farve og deres specifikke smag. I et vist omfang benyttes der også æg i stedet for kansui, men der findes også nudler helt uden kansui og æg.
I alt skelnes der mellem fire grundtyper - kansoumen (乾燥麺, tørrede ramen-nudler), namamen (生麺, friske ramen-nudler), mushimen (蒸麺, røgede ramen-nudler) og insutanto raamen (インスタントラーメン, instant-ramen-nudler). Mens de friske ramen-nudler bør bruges samme dag de laves eller kun opbevares kort i køleskab, kan instant-ramen-nudler holder sig i flere måneder.

### Suppe
Alt afhængig af grundlaget og den anvendte suppe kan der skelnes mellem forskellige grundtyper af ramen:
- Shoyu-ramen (醤油ラーメン) er baseret på en suppe, der først og fremmest er krydret med japansk sojasovs. Suppen er mest klar og brunlig. Denne variant er den mest udbredte i Tokyo.
- Ved miso-ramen (味噌ラーメン) bestemmes smagen af miso, en paste af fermenterede sojabønner. Der krydres ofte med chili. Da fremstillingen af miso er underlagt regionale forskelle, kan suppen til miso-ramen se ret forskellig ud.
- Suppen til Shio-ramen (塩ラーメン) er hovedsageligt baseret på salt og fremstilles ofte ved brug af fiskesuppe. Suppen er for det meste lys og klar.
- Tonkotsu-ramen (豚骨ラーメン) finder man først og fremmest på øen Kyushu. Den karakteriseres ved sin hvidlige uklare suppe, der laves gennem lange udkog af svineknogler.

Disse varianter udgør kun de mest gængse grundtyper. Derudover findes der utallige kombinationer og udvidelser af de grundlæggende opskrifter.

### Tilbehør
Udover nudlerne og suppen er tilbehøret det bestemmende ved ramen. Der benyttes forskellige former for kød og fisk, grøntsager og sågar andre nudelvarianter, som for eksempel wan tan, spejlæg eller kogte æg og meget mere. Noget af det typiske tilbehør er nori (海苔 hhv. のり, ristet søtang), negi (ネギ), shinachiku (支那竹, indbagte bambusspirer), tunfisk, kamaboko (蒲鉾, pureret fiskekød der er presset i form og røget), yakibuta (焼豚, svineskinke), chaashuu (チャーシュー eller 叉焼, stegt eller kogt svinekød), spinat, majs, shiitake-svampe osv.

## Historie

### Ramen i det japanske køkken
Ramen stammer oprindeligt fra det kinesiske køkken, men med tiden er den blevet selvstændig og stærkt japansk præget. Indførelsen af kinesiske nudler kan muligvis føres tilbage til lensherren i Daimyat Mito Tokugawa Mitsukuni (1628–1701), som en kinesisk lærd skal have tilberedt nudler for. Den egentlige udbredelse begyndte dog først med Meiji-perioden (1868-1912), altså omkring to hundrede år senere. På det tidspunkt blev ramens smag også i stigende grad tilpasset japansk sædvane. Dengang blev den dog normalt kaldt for shina-soba (支那そば, "kinesisk soba"). Efter anden verdenskrig steg populariteten igen, dels fordi import af mel fra USA sænkede prisen på mel, og dels fordi mange japanske soldater vendte tilbage fra Kina og Østasien, hvor de var blevet fortrolige med den lokale mad. Efter krigen begyndte også tiden med Ramen-ya, de grillbar-lignende spisesteder hvor der blev serveret ramen.
Baggrunden for navnet ramen er ikke helt klar. De mest udbredte teorier går på, at det er afledt af den japanske udtale af laamiàn (拉麵, strakte nudler). Andre teorier går på, at det kan føres tilbage til andre kinesiske ord, for eksempel lǎomiàn (老麵, gamle nudler) eller lǔmiàn (鹵麵, en nudelret med jævnet sovs).
I Yokohama ligger Ramen-museet, hvor man har genskabt en del af byen, som den så ud i 1950'erne. Her kan man blandt se berømte ramen-steder, hvor man kan indtage deres respektive ramen. 
På varme sommerdage bliver ramen også spist i en kold udgave (hiyashi soba). På trods af navnet består denne ret ikke ligesom soba af nudler af boghvede men af ramen-nudler.

### Ramen i andre asiatiske lande
Supper, der minder om ramen, kan findes i mange andre asiatiske lande. Det bedste eksempel er den koreanske ramyeon (라면, ofte også ramyun), der dog i almindelighed er meget mere krydret med chili og derfor betydeligt stærkere end japansk ramen. Gimchi (김, også kimchi), fermenteret, konserveret kål med chili, er et af de mest almindelige tilbehør i det koreanske køkken og bruges således ofte også som tilbehør til ramyeon. I Japan kan man dog også finde ramen på koreansk vis, hvilket kan skyldes, at japanere af koreansk afstamning udgør landets største etniske mindretal.
I Kina finder man først og fremmest instant-ramen men kun i mindre grad friske nudelsupper. Nudler, der minder om dem der bruges i ramen, finder man først og fremmest som stegte nudler i retter som chǎomiàn (炒麵 / 炒面, ofte også chow mein), der minder om den japanske yakisoba. I det vietnamesiske køkken finder man en nudelsuppe ved navn phở, hvor nudler og tilbehør overkoges sammen med varm suppe. Nudlerne er brede nudler af rismel. Der kendes dog ikke til nogen forbindelse til ramen.

### Ramen som færdigret
Den første ramen-færdigret blev bragt på markedet som Chicken Ramen i Japan i 1958 af firmaet Nissin Food Products. Opfinderen af færdig-nuddelsuppen var den japanske erhvervsmand Momofuku Andou, der var bestyrelsesformand for firmaet indtil sin død 5. januar 2007. Det første år solgte firmaet 13 mio. pakker, men allerede andet år var det steget til 60 mio. Nudlerne i den første instant-ramen var krydret på forhånd, så det var ikke nødvendigt at tilføje krydderier bagefter. Der blev reklameret for produktet med sloganet "Tilføj bare varmt vand og vent to minutter". Til at begynde med var instant-ramen seks gange så dyrt som et tilsvarende produkt med friske nudler. Men sammen med andre produkter til hurtig mad og drikke, så som kaffepulver, blev nudelsuppen stadig mere udbredt. Mængden at tilbudte produkter steg med udbredelsen, så snart efter blev der også tilbudt andre traditionelle nudelretter så som yakisoba eller wan tan som færdigretter.
I dag gøres næsten alle nudler i instant-ramen holdbare ved fritering. De friske nudler bliver dyppet i varm olie, så vandet i dem fordamper, og nudlerne bliver tørre, efter olien er dryppet af. Den lave vandindhold (<10 %) forhindrer spredning af mikroorganismer, så der kan opnås en høj holdbarhed uden brug af konserveringsmidler. Siden slutningen af 1960'erne findes der dog også en metode til at gøre ramen-nudler holdbare uden brug af fritering. Disse Non-Fry-Ramen bliver tørret ved en behandling med varm luft, hvilket øger holdbarheden. Da smagen lider under den proces, må tabet udlignes ved tilføjelser i krydderiblandingen.
Den første instant-ramen udenfor Japan blev produceret af det sydkoreanske firma SamyangFoods i samarbejde med det japanske firma Myojo Foods Co. i 1963. I 1966 startede firmaet Lotte Industrial Company (siden 1978 Nong Shim) ligeledes i Sydkorea en produktion af yderligere ikke-japanske instant-ramen. Firmaet er i dag den største producent af nudelsupper som færdigretter og har store markedsandele i Japan og USA. Nong Shim er først og fremmest kendt for sit siden siden oktober 1986 producerede mærke sin ramyeon (신라면), der dækker over ramen i stærkt krydret oksekødssuppe.
I 1971 præsenterede firmaet Nissin en yderligere nyudvikling fra Momofuku Andou, der udvidede ramen-markedet: i stedet for at sælge de enkelte ingredienser i en plasticpose, blev nudlerne og krydderierne pakket i et plastikbæger, der samtidig kunne bruges til at spise af. Da Cup Noodles i modsætning til andre instant-nudler ikke skulle koges men blev overhældt med kogende vand, måtte hvedemelet delvist erstattes af kartoffelmelsstivelse. Derved opnås at nudlerne bliver klar uden at skulle koges i længere tid. Ideen med Cup Noodles blev ligeledes en stor succes og blev overtaget af producenter – ikke kun af nudelsupper – i Sydkorea dog først ti år senere i november 1981 af Nong Shim.
Større portioner tilbydes ikke i kopper men i skåle under navnet Bowl Noodles. I Japan sælges der mere Cup- og Bowl-Ramen end pakket i plastikposer (andel 2004: 61,4 %).
I slutningen af 1980'erne kom der friske udon-nudler som færdigretter på markedet, og kort efter fulgte nama, færdigretter med friske ramen-nudler. Da holdbarheden imidlertid ligger langt under den for tør instant-ramen, har denne variant af instant-ramen ikke fået nogen betydning udenfor Japan.
Den første instant-ramen i USA var firmaet Nissins Top Ramen, der kom på markedet der i 1970. I mellemtiden er det blevet stærkt udbredt og billigt, så det ofte bruges som et negativt synonym for enkel og især af studerende tilberedt mad. Fra USA nåede produktet videre til andre vestlige lande, for eksempel de tysktalende lande. Der kan meget instant-ramen af asiatisk herkomst kun findes i asiatiske butikker, men der er også et lille udvalg af instant-ramen, der til dels er tilpasset markedet, i store supermarkeder. For det meste er der tale om Top Ramen fra Nissin, men Demae Ramen eller Cup Noodles fra samme firma tilbydes også. Disse instant-ramen bliver dog ikke importeret fra Japan men fremstilles i europæiske afdelinger af firmaet i Tyskland og Ungarn. Europæiske firmaer tilbyder ikke instant-ramen. Der findes dog instant-nudelsuppe, hvis smag omtales som "asiatisk", for eksempel produkter fra serien Magic Asia fra Nestlé-mærket Maggi. Da Maggi kan findes verden over med forskellige produkter, er det imidlertid intet under, at Maggi-instantnudler også kan findes i dele af Østasien, især i Singapore og Malaysia.
Den første ramen for astronauter blev ligeledes produceret af Nissin. Sammen med Japan Aerospace Exploration Agency (JAXA) blev der fra 2001 udviklet en suppe, der var tilpasset kravene til ernæring for rumrejsende. Første gang Space Ramen var i brug var på rumfærgen Discoverys flyvning i STS-114 i juli og august 2005, hvor japaneren Noguchi Souichi deltog. Han kunne vælge mellem smagsvarianterne shouyu ramen, miso ramen, curry ramen og tonkotsu ramen.

## Ramen i film, litteratur og kunst
Den japanske film Tampopo (タンポポ, 1985) fra instruktøren Juuzou Itami er nok det kendeste værk, hvor ramen spiller en central rolle. I filmen vises i episoder, der indgår sig i den samlede handling, hvilken betydning mad har i livet for forskellige personer. Men selv om filmen gav ramen stor popularitet, gav den også anledning til nogle misforståelser. For eksempel er der ingen ritualer forbundet med hvordan man skal spise ramen, sådan som er der er ved teceremonier. Det bliver dog klart for tilskueren, når denne forstår den ironiske humor hos den gamle mand, der indfølende tager sig af en overivrig ung mand, der vil lære hemmeligheden bag det at spise ramen.
En anden film der beskæftiger sig med ramen er den amerikanske film The Ramen Girl (2008) fra instruktøren Robert Allan Ackermann. Den handler om en ung amerikansk kvinde, spillet af Brittany Murphy, der kommer til Tokyo for at lære faget som ramen-kok.
Ramen optræder i mange anime og manga. I mangaen Kinnikuman optræder der for eksempel en figur ved navn Ramenman, der blev så populær, at han fik sig egen mangaserie. Naruto Uzumaki, hovedpersonen i den berømte mangaserie Naruto, spiser også helst ramen. Det sammen gør Inuyasha fra mangaserien af samme navn.
I animeen Lupin III må Inspektør Zenigata, der ofte er på farten og kun har en beskeden konto til rådighed, ofte ernærer sig af Cup Noodles, som han altid har en masse med af.
I Hayao Miyazakis tegnefilm Ponyo på klippen ved havet indgår en scene, hvor guldfiskpigen Ponyo får sit livs første portion ramen, iscenesat så publikum lærer, hvordan retten serveres og nydes.
Ramen (ofte skrevet RAmen) er også den traditionelle afslutning på alle bønner til Det flyvende spaghettimonster, guddommen der blev skabt af Bobby Henderson i juni 2005 som en satire over trosfællesskaber, der er baseret på kreationisme.